# Atherton, Queensland

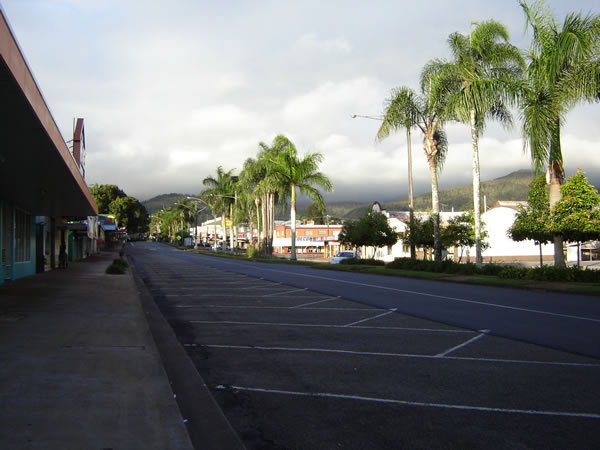
Atherton

Atherton är en stad på Atherton Tableland i Queensland, Australien, med en folkmängd på 6 247 personer.